# Plechowa Góra
Plechowa Góra, nazývaná také Plechowa nebo německy Plechowa Berg či Blechberg, s nadmořskou výškou 328 m, je nejvyšší horou Opavské pahorkatiny (polsky Płaskowyż Głubczycki) a druhou nejvyšší horou Středoevropské nížiny. Nachází se jižně od vsi Branice a severně od vesnice Boboluszki v gmině Branice v okrese Głubczyce u česko-polské státní hranice v Opolském vojvodství v Polsku. Na hoře bývala triangulační věž. Hora je využívána zemědělsky. Západní a jižní svahy hory obtéká řeka Opava, která v těchto místech tvoří státní hranici. Pod severozápadními svahy teče potok Wilżyna (přítok řeky Opavy).

## Galerie

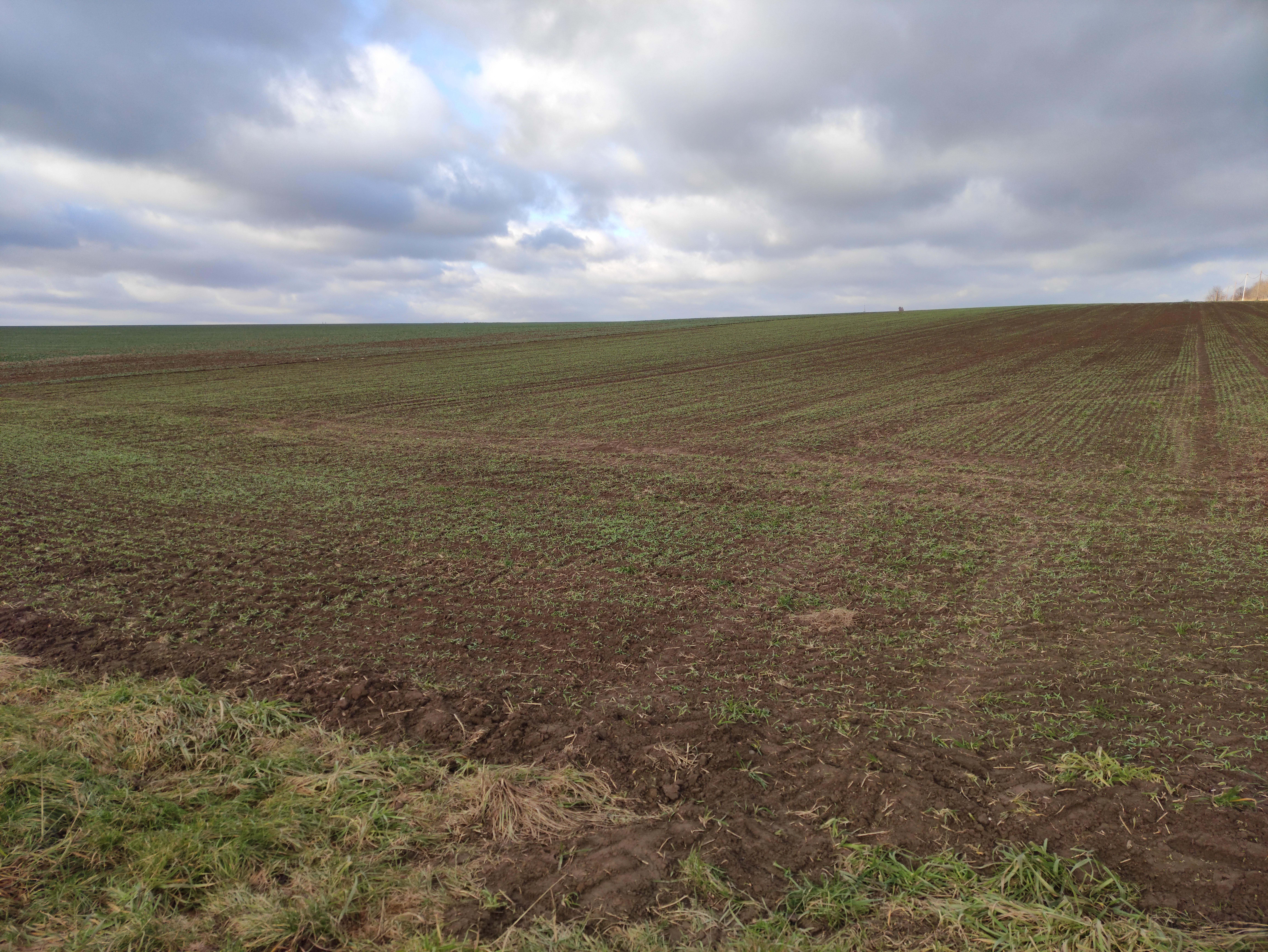